# Bayerischer Gedenktag für die Opfer von Flucht, Vertreibung und Deportation
Der Bayerische Gedenktag für die Opfer von Flucht und Vertreibung wird am 2. Sonntag im September begangen. Mit ihm wird die gelungene Integration und Aufbauleistung der Heimatvertriebenen, Aussiedler und Spätaussiedler in Bayern gewürdigt. Der Gedenktag wird 2014 erstmals begangen; dazu werden u. a. öffentliche Gebäude beflaggt.

## Hintergrund
Zum Ende des Zweiten Weltkrieges und in den Jahren danach wurden Millionen Menschen in den historischen deutschen Ost- und Siedlungsgebieten Opfer von Flucht, Vertreibung und Deportation. Sie verloren ihr Eigentum, ihre Heimat und viele auch ihr Leben.
Bayern möchte die Erinnerung an diese Ereignisse für die künftigen Generationen lebendig halten und zu Verantwortung und Versöhnung mahnen.
Dieser Gedenktag sei ein Beitrag zum demokratischen Bewusstsein in Bayern und diene dem Auftrag der Völkerverständigung in Europa. Er relativiere nicht das Gedenken an andere Opfer der nationalsozialistischen Gewaltherrschaft und des Zweiten Weltkrieges. Er sei vielmehr ein Tag der Erinnerung und der Mahnung zur Wahrung der Menschenrechte, für Frieden und Freiheit. Vertreibung und Deportation sollen im Sinn der Charta der deutschen Heimatvertriebenen als Mittel der Politik geächtet bleiben.